# Kevin O’Connor (Basketballfunktionär)
Kevin O’Connor (* in Bronx, New York City) ist ein US-amerikanischer Basketballfunktionär, der aktuell als Seniorvizepräsident bei den Utah Jazz im Dienst steht. Zwischen 1999 und 2012 war er General Manager der Jazz und somit Nachfolger von Frank Layden. Er war unter anderem an der Verpflichtung von Deron Williams beim NBA-Draft 2005 beteiligt. Weiterhin zeichnete er sich durch Verpflichtungen von Carlos Boozer, Mehmet Okur, Gordon Hayward oder Al Jefferson aus. 2012 trat er seine Managertätigkeit an Dennis Lindsey ab.
Er besuchte die Monsignor Farrell High School in Staten Island und ist in die Monsignor Farrell Hall of Fame berufen worden.